# Mohrhof

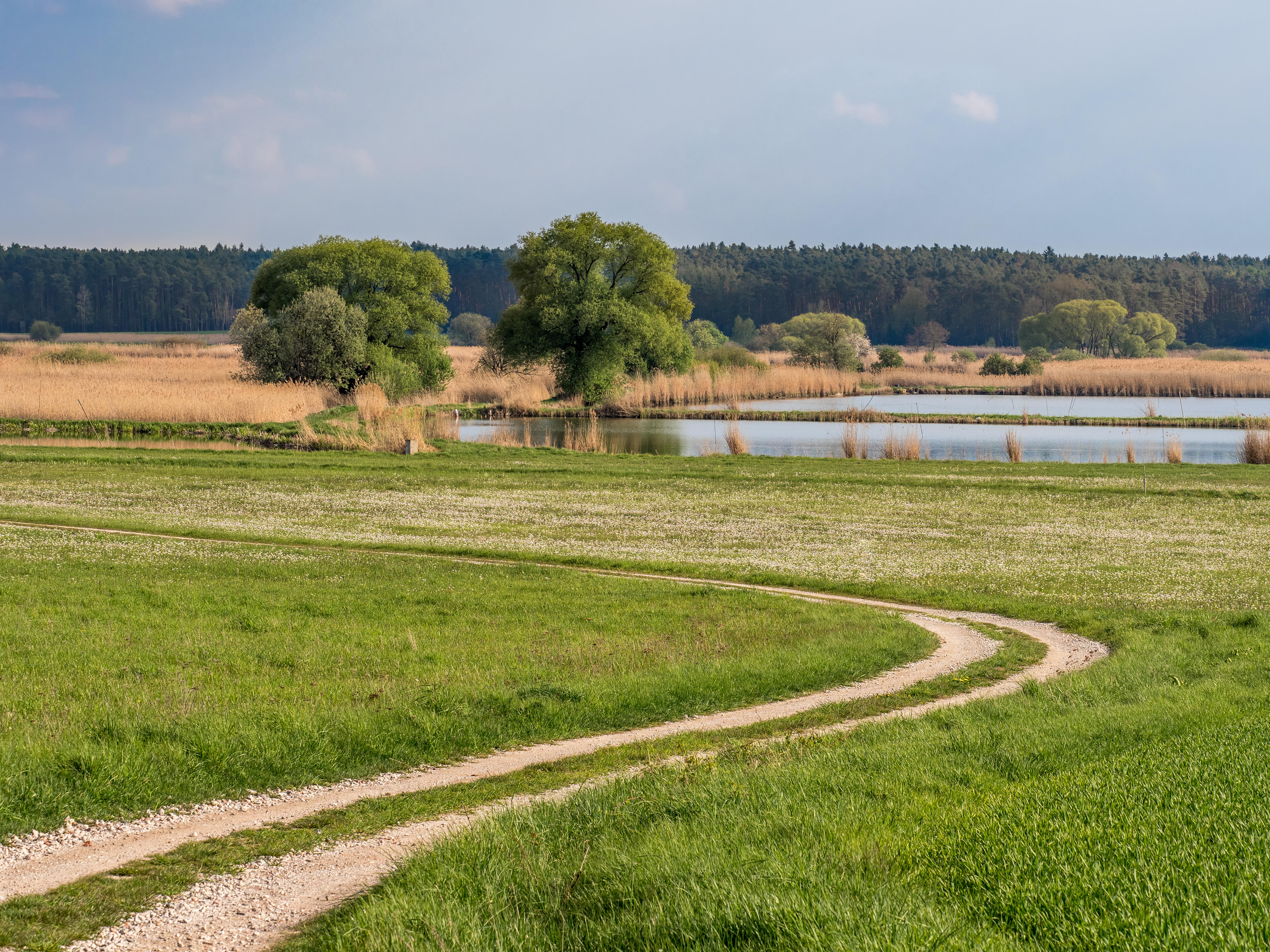
Weihergebiet bei Mohrhof

Mohrhof ist ein Gemeindeteil der Stadt Höchstadt an der Aisch im Landkreis Erlangen-Höchstadt (Mittelfranken, Bayern). Mohrhof liegt in der Gemarkung Biengarten.

## Geografie
Das Einöde liegt am Mohrhofgraben, der unmittelbar südwestlich des Ortes die Mohrhofweiher speist und im Nordosten die Großen Weiher, die Teil des Naturschutzgebiets Biengartner Weiherplatte sind. 0,5 km südlich des Ortes gibt es ein Waldgebiet, Mohrholz und Hegnichtswald genannt. Eine Gemeindeverbindungsstraße führt nach Biengarten (1,3 km nordwestlich) bzw. nach Hesselberg (1,8 km östlich). Eine weitere Gemeindeverbindungsstraße führt nach Poppenwind (1,5 km nördlich).

## Geschichte
Gegen Ende des 18. Jahrhunderts bestand Mohrhof aus einem Anwesen. Das Hochgericht übte das bambergische Centamt Höchstadt aus. Grundherr über den Hof war Winkler von Mohrenfels.
Im Rahmen des Gemeindeedikts wurde Mohrhof dem 1811 gebildeten Steuerdistrikt Kairlindach und der 1813 gebildeten Ruralgemeinde Kairlindach zugewiesen. Mit dem Zweiten Gemeindeedikt (1818) wurde Mohrhof in die neu gebildete Ruralgemeinde Hesselberg umgemeindet.
Am 1. Mai 1978 wurde Mohrhof im Zuge der Gebietsreform in die Stadt Höchstadt an der Aisch eingegliedert.

### Einwohnerentwicklung
| Jahr      | 001818 | 001861 | 001871 | 001885 | 001900 | 001925 | 001950 | 001961 | 001970 | 001987 |
| Einwohner | 17     | 8      | 6      | 9      | 5      | 13     | 12     | 10     | 10     | 10     |
| Häuser    | 1      |        |        | 1      | 2      | 2      | 2      | 2      |        | 2      |
| Quelle    | [ 8 ]  | [ 9 ]  | [ 10 ] | [ 11 ] | [ 12 ] | [ 13 ] | [ 14 ] | [ 15 ] | [ 16 ] | [ 1 ]  |

## Religion
Der Ort ist römisch-katholisch geprägt und nach Geburt Mariens (Hannberg) gepfarrt. Die Einwohner evangelisch-lutherischer Konfession sind nach St. Kilian (Kairlindach) gepfarrt.